# Václav Labík-Gregan
Václav Labík-Gregan (ur. 11 września 1893 w Bohdaneču) - sprinter reprezentujący Czechy. Uczestniczył w igrzyskach olimpijskich w Sztokholmie w 1912 roku, gdzie startował w biegach na 100, 200 i 400 metrów.
Jego rekordy:
- 100 m - 11,2 s. (1911 r.)
- 200 m - 23,7 s. (1912 r.)
- 400 m - 51,8 s. (1914 r.)

## Występy na letnich igrzyskach olimpijskich
| Igrzyska | Wydarzenie    | Eliminacje | Eliminacje         | Półfinały       | Półfinały       | Finały          | Finały          |
| Igrzyska | Wydarzenie    | Wynik      | Miejsce            | Wynik           | Miejsce         | Wynik           | Miejsce         |
| -------- | ------------- | ---------- | ------------------ | --------------- | --------------- | --------------- | --------------- |
| LIO 1912 | Bieg na 100 m | nieznany   | 3-5. w swoim biegu | → Nie awansował | → Nie awansował | → Nie awansował | → Nie awansował |
| LIO 1912 | Bieg na 200 m | nieznany   | 4. w swoim biegu   | → Nie awansował | → Nie awansował | → Nie awansował | → Nie awansował |
| LIO 1912 | Bieg na 400 m | nieznany   | 4. w swoim biegu   | → Nie awansował | → Nie awansował | → Nie awansował | → Nie awansował |